# HM CRE
Le HM CRE erano le motociclette da motocross della Honda (le CR) che una volta importate in Italia venivano preparate dall'importatore HM per l'enduro europeo. Infatti la sigla HM sta per Honda-Montesa (la casa spagnola nel 1982 è stata assorbita dal gruppo Honda)
Lo stesso accadeva per le versioni 4 tempi che dal 2007 erano le uniche ad essere prodotte in versione 250 e 450 cm³ con il nome di Honda CRE F, poi la gamma si è estesa nel 2008 al 300 e nel 2009 al 500.
Dal 2013 l'omologazione delle Honda 50cc è affidata a Vent.
Dal 2015 l'omologazione e l'importazione delle Honda cross è affidata a Red Moto, decretando la fine delle serie HM CRE.

## Caratteristiche
Quindi venivano omologate con un nuovo impianto elettrico in grado di fornire energia alle luci e al clacson, poi viene sostituito lo scarico non catalitico con uno che rispetti le norme antinquinamento, la ruota posteriore passa da 19 pollici a 18 e così abbiamo le CRE (CR + E di Enduro).
Questo motociclo veniva spesso confuso con la Honda CRM, che ha un nome simile, ma è la versione supermotard, quindi con pneumatici stradali e diverso assetto.

## Descrizione
Le CRE, dotate di motore a due tempi, sono state costruite in diverse cilindrate, appunto i modelli da cross omologati per l'enduro.
Esisteva anche una versione di 50 cm³ costruita in Italia chiamata HM CRE 50.

Esistevano pure i modelli da supermotard che si differenziano per diversi particolari, che nella sola versione 50 cm³ erano chiamate Derapage mentre dal 2007 hanno cambiato nome in CRM, mentre le versioni di cilindrata superiore erano chiamate 'Motard'.
Dal 2008 solo il CRE 50 è rimasto in produzione fino al 2010, mentre nel 2011 vi è il ritorno del 125.

## Il ritorno della 125
Dopo un periodo in cui era rimasto in produzione solo il ciclomotore nel 2011 venne rimesso in produzione il 125 (presentato all'EICMA del 2010), questa volta non per uso competitivo ma amatoriale. In questa nuova edizione era dotato del sistema ECS della Dell'Orto (Già usato dalla Cagiva Mito e dall'Aprilia RS 125) e con un blocco motore Rotax, per il resto la struttura era del CRE 50 con leggere differenze per le sospensioni, la moto adottava anche una ventola di raffreddamento posta nella parte alta del radiatore destro, inoltre si aveva la possibilità di usufruire di due mappe motore, selezionabili dal manubrio.

Il sistema ECS usato per questa moto era caratterizzato da diversi sensori, da una spia per segnalare un eventuale malfunzionamento e una pompa olio elettronica, la valvola di scarico esattamente come per l'Aprilia si usava quella fissa per il modello depotenziato e quella mobile pneumatica (ad apertura basata sulla pressione dei gas di scarico) per il modello full power euro III.
La differenza tra il modello Baja e il Competizione è che quest'ultimo non usava il miscelatore e il serbatoio olio, ma veniva alimentato con una miscela benzina-olio, inoltre aveva doppio radiatore, un'espansione differente e la frizione che pur essendo a cavo aveva il comando idraulico, questo perché usava un convertitore olio-filo all'ingresso del carter frizione. Il modello Competizione inoltre non aveva l'avviamento elettrico, ma solo il kick starter sulla parte sinistra del motore.
Questa moto veniva proposta anche nella versione Derapage.